# Pedicularis sikkimensis
Pedicularis sikkimensis är en snyltrotsväxtart som beskrevs av Bonati. Pedicularis sikkimensis ingår i släktet spiror, och familjen snyltrotsväxter. Inga underarter finns listade i Catalogue of Life.